# Abja-Paluoja
Abja-Paluoja (njem. Abia-Palloja) je grad u okrugu Viljandimaa, jugoistočna Estoniji. Nalazi se u blizini granice s Latvijom.
Grad ima 1.406 stanovnika (2006.). Abja-Paluoja se nalazi na 70 metara nadmorske visine.
Abja-Paluoja se prvi puta spominje 1504. godine. Ime grada dolazi od dvorca Abja i kavane Paluoja koja je bio na putu iz Pärnua u Valgu. Grad je doživio gospodarski procvat 1895. kroz izgradnju uskotračne željezničke pruge od Mõisaküla do Viljandija. Time je započela industrijalizacija grada. Gradska prava ima od 1993. godine.
Nummi-Pusula (Finska) je grad prijatelj s Abja-Paluoja.

## Vanjske poveznice
- Službene stranice